# Coupe de Gibraltar de football 2018-2019
Navigation
Saison 2017-2018 Saison 2019-2020
La Coupe de Gibraltar 2018-2019 est la 61e édition de la Rock Cup (appelée Gibtelecom Rock Cup pour des raisons de parrainage).

## Format
Deux équipes de deuxième division prennent part au premier tour de la compétition. Les autres font quant à eux leur entrée au tour suivant, en même temps que les clubs de première division. Par la suite la compétition se décompose en quarts de finale, demi-finales et finale, pour un total de cinq phases.
Le vainqueur de la compétition obtient une place pour le premier tour de la Ligue Europa 2019-2020. Cependant, si le vainqueur vient à se qualifier pour la Ligue des champions ou à la Ligue Europa via le championnat, cette place qualificative est attribuée au troisième de cette dernière compétition. Il obtient également une place pour la Supercoupe disputée face au champion de première division, celle-ci étant réattribuée au deuxième du championnat si le champion remporte également la coupe.

## Résultats

### Premier tour
| Date            | Locaux      | Score  | Visiteurs            |
| --------------- | ----------- | ------ | -------------------- |
| 20 janvier 2019 | Leo FC (D2) | 0 - 10 | (D2) Bruno's Magpies |

### Deuxième tour
Les autres clubs de deuxième division ainsi que ceux de première division font leur entrée dans la compétition à ce tour.
| Date            | Locaux                      | Score                | Visiteurs              |
| --------------- | --------------------------- | -------------------- | ---------------------- |
| 6 février 2019  | Saint Joseph's (D1)         | 12 - 0               | (D2) Hound Dogs        |
| 7 février 2019  | Mons Calpe (D1)             | 14 - 0               | (D2) College 1975      |
| 7 février 2019  | Lincoln Red Imps (D1)       | 1 - 2                | (D1) Europa FC         |
| 8 février 2019  | Manchester 62 (D2)          | 0 - 12               | (D1) Gibraltar United  |
| 9 février 2019  | Lynx FC (D1)                | 1 - 3                | (D1) Gibraltar Phoenix |
| 9 février 2019  | Glacis United (D1)          | 1 - 1 ap (3 - 4 tab) | (D2) Lions Gibraltar   |
| 9 février 2019  | Europa Point (D2)           | 0 - 2                | (D2) Olympique 13      |
| 10 février 2019 | Boca Juniors Gibraltar (D2) | 2 - 5                | (D2) Bruno's Magpies   |

### Quarts de finale
| Date         | Locaux                 | Score | Visiteurs            |
| ------------ | ---------------------- | ----- | -------------------- |
| 12 mars 2019 | Gibraltar United (D1)  | 2 - 0 | (D2) Olympique 13    |
| 12 mars 2019 | Saint Joseph's FC (D1) | 1 - 4 | (D1) Mons Calpe      |
| 13 mars 2019 | Gibraltar Phoenix (D1) | 4 - 0 | (D1) Lions Gibraltar |
| 13 mars 2019 | Bruno's Magpies (D2)   | 1 - 9 | (D1) Europa FC       |

### Demi-finales
| Date         | Locaux                 | Score | Visiteurs       |
| ------------ | ---------------------- | ----- | --------------- |
| 9 avril 2019 | Gibraltar Phoenix (D1) | 1 - 4 | (D1) Europa FC  |
| 9 avril 2018 | Gibraltar United (D1)  | 1 - 0 | (D1) Mons Calpe |

### Finale
| 26 mai 2019 | Gibraltar United (D1) | 0 - 3   | (D1) Europa FC | Victoria Stadium |  |
| 19h00       |                       | (0 - 0) |                |                  |  |
| 19h00       | Rapport               |         |                |                  |  |